# S/2004 S 52
S/2004 S 52 es un satélite natural de Saturno. Su descubrimiento fue anunciado por Scott S. Sheppard, David C. Jewitt, Jan Kleyna, Edward Ashton, Brett J. Gladman y Mike Alexandersen el 15 de mayo de 2023 a partir de observaciones realizadas entre el 12 de diciembre de 2004 y el 24 de julio de 2020.
S/2004 S 52 tiene unos 3 kilómetros de diámetro y orbita Saturno a una distancia media de 26.092 Gm en 1,573.49 días, con una inclinación de 162.94°, orbita en dirección retrógrada y una excentricidad de 0.290. S/2004 S 52 pertenece al grupo nórdico y es una de las lunas más distantes de Saturno junto con S/2004 S 26, S/2019 S 21 y S/2020 S 9. Actualmente, S/2004 S 52 es el satélite natural no numerado más externo de Saturno.